# Ruyeri Blanco
Ruyery Blanco (Santa Marta, Magdalena, Colombia; 7 de diciembre de 1998) es un futbolista colombiano que juega en el Unión Magdalena de la Categoría Primera A de Colombia.

## Estadísticas

### Clubes
Actualizado al último partido disputado el 11 de junio de 2023.
| Club                         | Div.          | Temporada     | Liga  | Liga  | Copas nacionales | Copas nacionales | Copas internacionales | Copas internacionales | Total | Total |
| Club                         | Div.          | Temporada     | Part. | Goles | Part.            | Goles            | Part.                 | Goles                 | Part. | Goles |
| ---------------------------- | ------------- | ------------- | ----- | ----- | ---------------- | ---------------- | --------------------- | --------------------- | ----- | ----- |
| Unión Magdalena · Colombia   | 2.ª           | 2016          | 8     | 2     | 2                | 1                | —                     | —                     | 10    | 3     |
| Unión Magdalena · Colombia   | 2.ª           | 2017          | 6     | 0     | 0                | 0                | —                     | —                     | 6     | 0     |
| Unión Magdalena · Colombia   | 2.ª           | 2018          | 5     | 0     | 2                | 0                | —                     | —                     | 7     | 0     |
| Unión Magdalena · Colombia   | 1.ª           | 2019          | 16    | 3     | 6                | 1                | —                     | —                     | 22    | 4     |
| Unión Magdalena · Colombia   | 2.ª           | 2020          | 19    | 11    | 3                | 1                | —                     | —                     | 22    | 12    |
| Unión Magdalena · Colombia   | 2.ª           | 2021          | 20    | 11    | 0                | 0                | —                     | —                     | 20    | 11    |
| Unión Magdalena · Colombia   | Total club    | Total club    | 74    | 27    | 13               | 3                | 0                     | 0                     | 87    | 30    |
| Atlético Nacional · Colombia | 1.ª           | 2021          | 5     | 0     | 1                | 0                | —                     | —                     | 6     | 0     |
| Atlético Nacional · Colombia | 1.ª           | 2022          | 20    | 2     | 1                | 0                | 2                     | 0                     | 23    | 2     |
| Atlético Nacional · Colombia | Total club    | Total club    | 25    | 2     | 2                | 0                | 2                     | 0                     | 29    | 2     |
| Delfín S. C. · Ecuador       | 1.ª           | 2023          | 11    | 0     | 0                | 0                | 1                     | 0                     | 12    | 0     |
| Delfín S. C. · Ecuador       | Total club    | Total club    | 11    | 0     | 0                | 0                | 1                     | 0                     | 12    | 0     |
| Total carrera                | Total carrera | Total carrera | 110   | 29    | 15               | 3                | 3                     | 0                     | 128   | 32    |
| 1. 2.                        |               |               |       |       |                  |                  |                       |                       |       |       |

## Palmarés

### Torneos nacionales
| Título              | Club              | País     | Año  |
| ------------------- | ----------------- | -------- | ---- |
| Copa Colombia       | Atlético Nacional | Colombia | 2021 |
| Torneo Apertura     | Atlético Nacional | Colombia | 2022 |
| Categoría Primera B | Unión Magdalena   | Colombia | 2024 |